# Pedro Fonseca
Pedro Fonseca (Olivenza, 1370/1380 – Vicovaro, 22 agosto 1422) è stato uno pseudocardinale portoghese, creato dall'antipapa Benedetto XIII, poi confermato da papa Martino V.

## Biografia
Nacque ad Olivenza tra il 1370 ed il 1380.
L'antipapa Benedetto XIII lo elevò al rango di (pseudo) cardinale nel concistoro del 14 dicembre 1412. In seguito, abbandonò l'obbedienza avignonese e venne perdonato da papa Martino V, che lo confermò nel suo titolo il 1º agosto 1418. 
Morì il 22 agosto 1422 a Vicovaro.